# Origine anomala della arteria coronaria sinistra dall'arteria polmonare
L'origine anomala della arteria coronaria sinistra dall'arteria polmonare, nota anche come sindrome di Bland-White-Garland, è una rara anomalia congenita in cui l'arteria coronaria sinistra ha origine dall'arteria polmonare invece che dalla aorta ascendente. La prima descrizione clinica, avvenuta nel 1933,  si deve a Edward Franklin Bland, Paul Dudley White e Joseph Garland.

## Storia
La condizione è stata descritta per la prima volta nel 1866. La prima descrizione clinica, avvenuta nel 1933,  si deve invece a Edward Franklin Bland, Paul Dudley White e Joseph Garland che riportarono il caso di un bambino di 3 mesi di età con progressivi problemi di alimentazione, una cardiomegalia visibile tramite radiografia del torace e un tracciato elettrocardiografico in cui emergevano prove di un danno al ventricolo sinistro. In onore dei tre medici la condizione assunse anche il nome di Sindrome di Bland-White-Garland. Nel 1948 White e Edwards pubblicarono uno studio dove descrivevano 4 casi della condizione da loro trattati.

## Epidemiologia
L'origine dell'arteria coronaria sinistra dall'arteria polmonare è una rara anomalia cardiaca congenita che rappresenta soltanto il circa 0,25%-0,5% di tutte le cardiopatie congenite e si presenta in circa 1 caso ogni 300 000 nati vivi.
Tale condizione appare colpire indifferentemente sia maschi sia femmine e l'incidenza non varia a seconda della geografia. Non è considerata una malattia ereditaria. Circa l'85% dei casi mostra chiari sintomi clinici già entro i primo 2 mesi di vita. Raramente la sua presentazione clinica può essere ritardata alla prima infanzia e presentarsi con i segni dell'ischemia miocardica e in ancora più rari casi può presentarsi durante l'adolescenza o in età adulta come insufficienza mitralica.

## Fisiopatologia

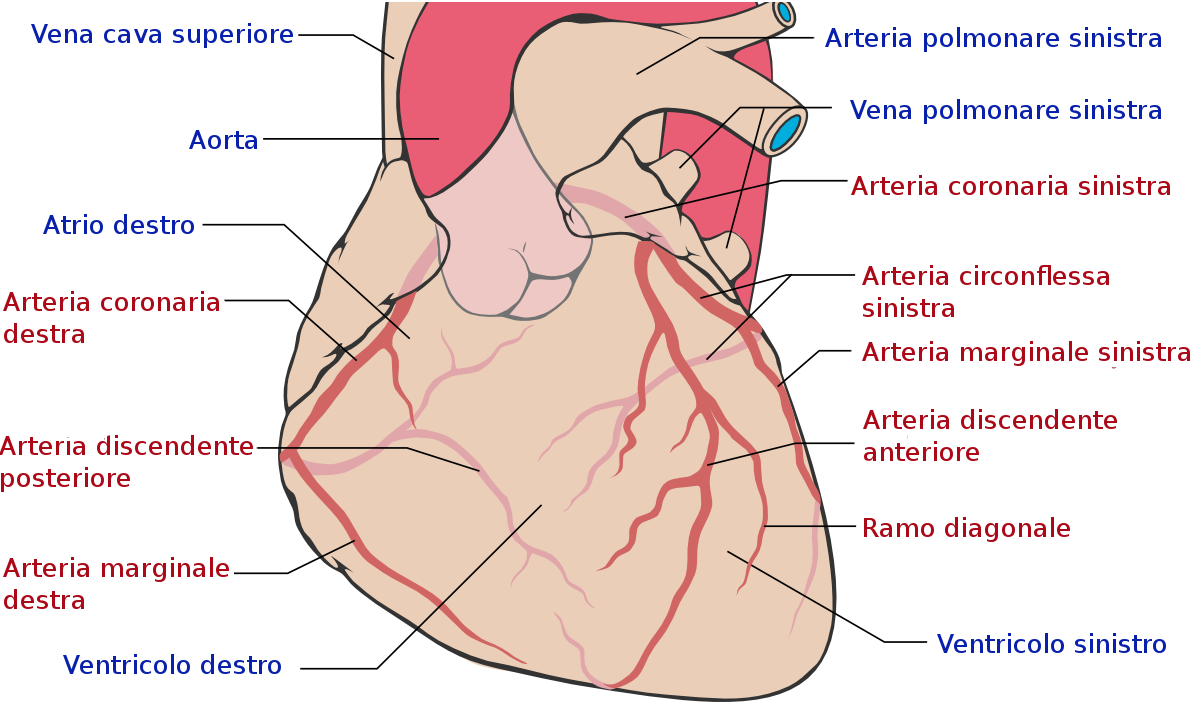
Circolazione coronarica normale. Si noti che le due arterie coronarie hanno correttamente origine dall'aorta.

Nella normalità, il muscolo cardiaco riceve il sangue tramite le due arterie coronarie (la destra e la sinistra) che originano ambedue dal bulbo del tratto ascendente dell'aorta. In questa rara condizione, la coronaria di sinistra ha invece origine dalla arteria polmonare, quest'ultima deputata a portare il sangue non ossigenato dal cuore verso i polmoni (circolazione polmonare), al contrario dell'aorta che porta sangue ricco di ossigeno verso tutte le parti del corpo attraverso la circolazione sistemica. Inoltre, in aorta, il sangue si trova a pressione tre volte maggiore rispetto a quella riscontrabile in arteria polmonare. Tutto ciò comporta che la coronaria sinistra possieda sangue relativamente desaturato (povero di ossigeno) e a bassa pressione, tanto che tenderà a scorrere indietro (furto coronarico). La bassa perfusione che si verrà a creare potrà portare a ischemia miocardica della parte sinistra del cuore.
Nei primi giorni di vita, l'ischemia miocardica è un evento transitorio e limitato ai momenti in cui vi è una forte richiesta da parte del muscolo cardiaco di sangue, ovvero quando il bambino mangia o piange. I ripetuti danni al miocardio possono portare, nei giorni, a danni irreparabili al tessuto e alla valvola mitralica con conseguente insufficienza mitralica e quindi a insufficienza cardiaca.
Durante la gestazione, tale condizione non ha nessuna presentazione clinica, infatti per via della caratteristica fisiologia fetale l'aorta e l'arteria polmonare portano sangue a pressioni e concentrazioni di ossigeno relativamente equivalenti. Ciò comporta una normale perfusione del miocardio e nessuno stimolo alla formazione di vasi collaterali tra le coronarie destra e sinistra.

## Trattamento e prognosi
Un trattamento efficace per questa patologia non si ebbe fino al 1960 quando, grazie alle migliorate metodiche diagnostiche e chirurgiche, non si riuscì ad intervenire con successo su di un bambino, legando l'origine anomala della coronaria di sinistra. Nel 1962 due ricercatori, Fontana e Edwards, riportarono una serie di 58 casi riscontrati in sede di autopsia dimostrando così che la maggior parte dei pazienti moriva in giovane età.
Le moderne tecniche chirurgiche comportano la traslocazione dell'arteria coronaria e permettono il raggiungimento di ottimi risultati.